# Geispolsheim
Geispolsheim is een gemeente in het Franse departement Bas-Rhin (regio Grand Est). De gemeente maakt deel uit van het kanton Lingolsheim in het arrondissement Strasbourg. Geispolsheim telde op 1 januari 2022 7.759 inwoners.

## Geschiedenis
Geispolsheim was hoofdplaats van het kanton Geispolsheim in het arrondissement Strasbourg-Campagne. Bij de kantonale herindeling werden beide opgeheven en de gemeente werd vanaf 2015 ondergebracht in het kanton Lingolsheim in het arrondissement Strasbourg.

## Geografie
De oppervlakte van Geispolsheim bedroeg op 1 januari 2022 21,95 vierkante kilometer; de bevolkingsdichtheid was toen 353,5 inwoners per km². 

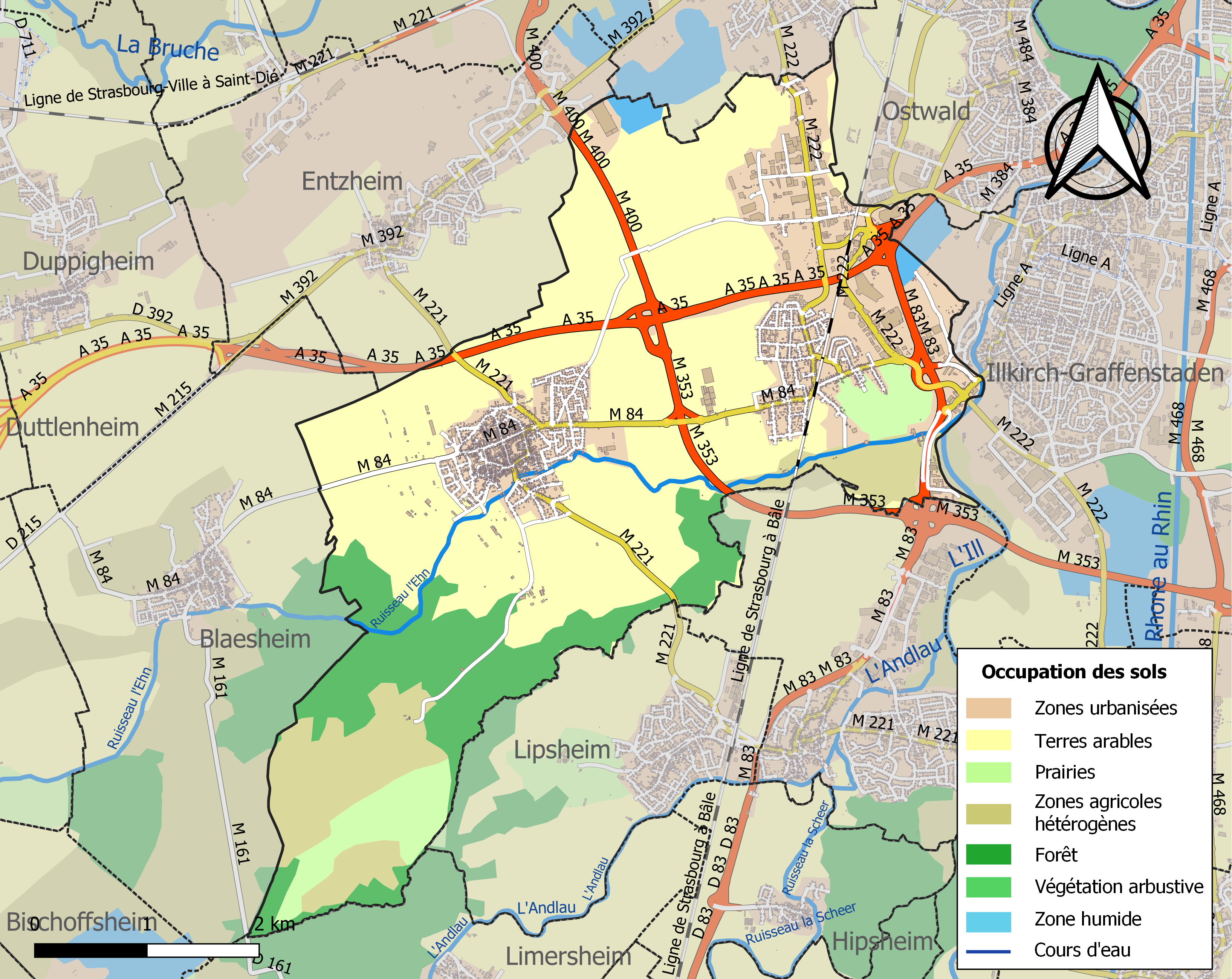
Kaart van de gemeente met de belangrijkste infrastructuur, bodemgebruik en omliggende gemeenten

## Demografie
Onderstaande figuur toont het verloop van het inwonertal (bron: INSEE-tellingen).

## Verkeer en vervoer
In de gemeente staan de spoorwegstations Geispolsheim en Graffenstaden.

## Afbeeldingen

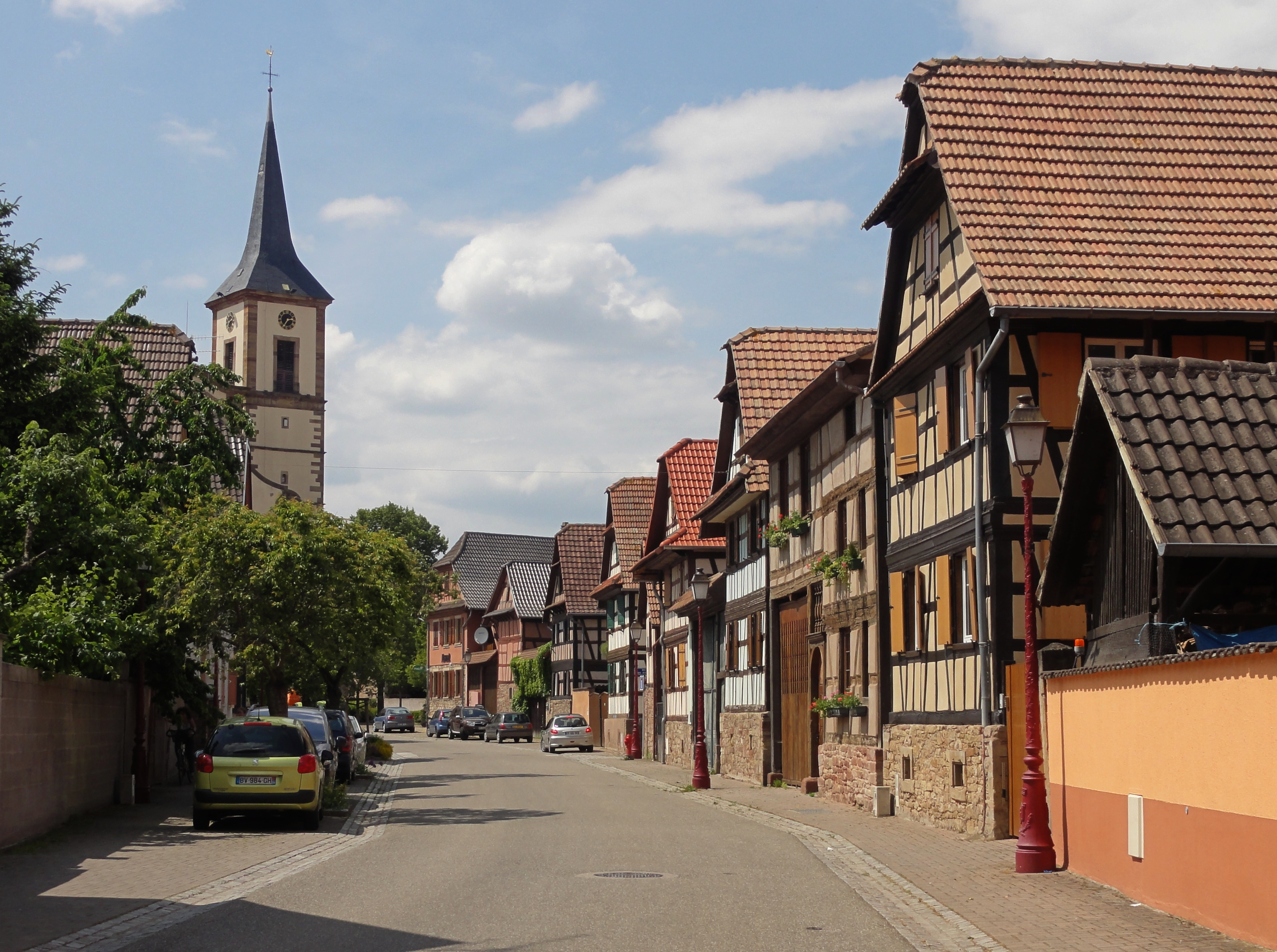
Rue Sainte-Jeanne-d'Arc
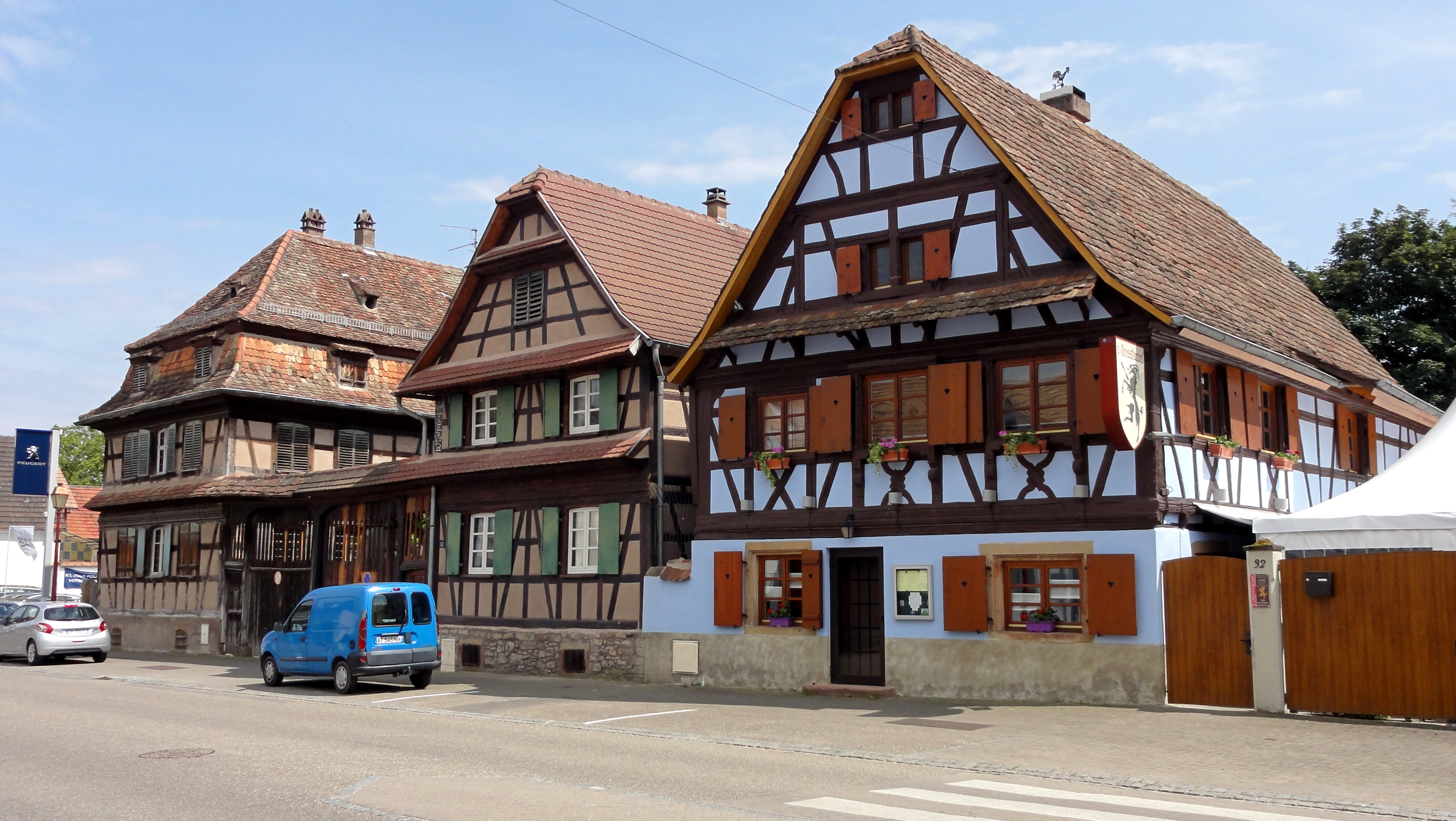
Rue du Général de Gaulle
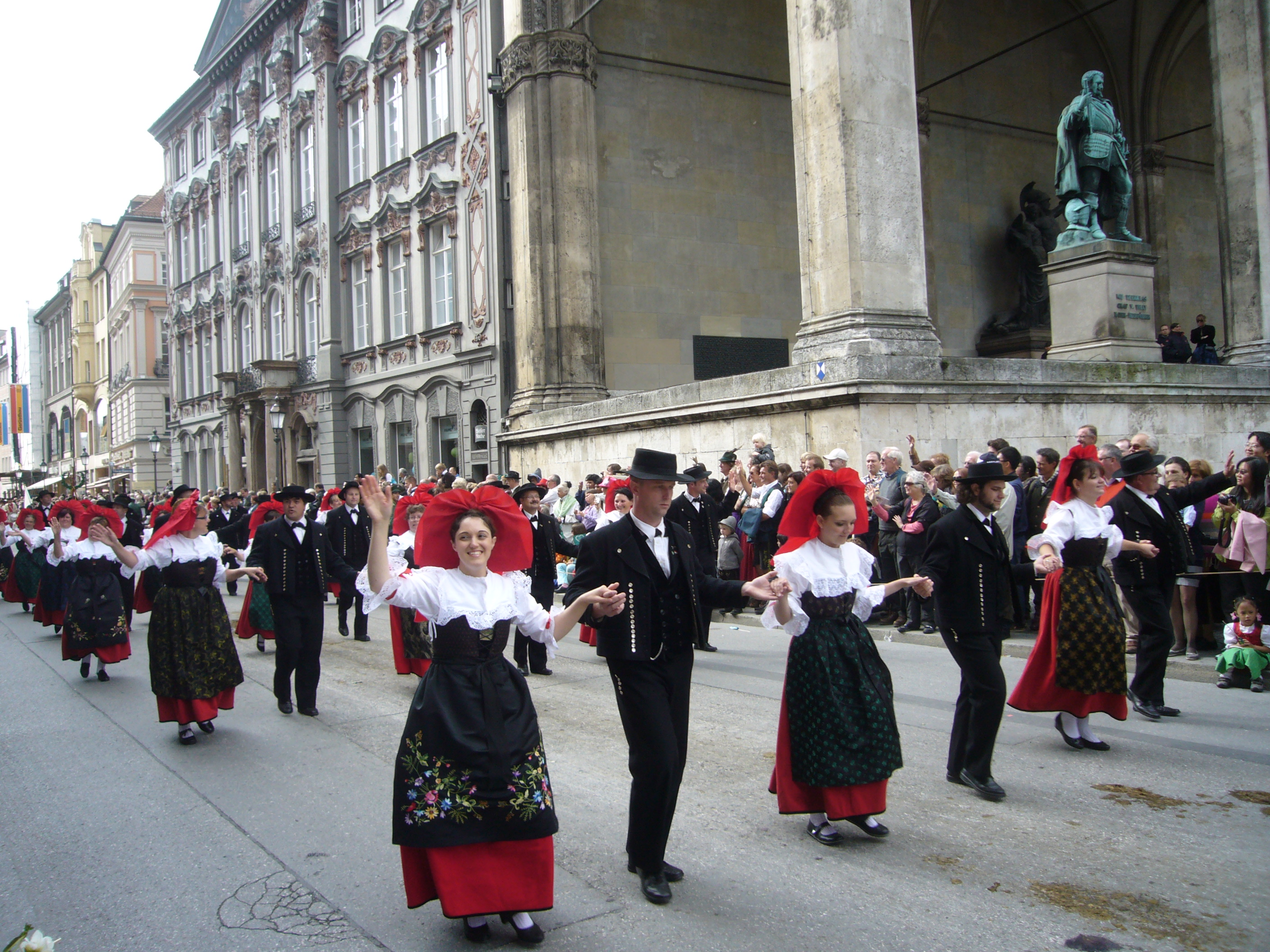
Geispolsheimer klederdracht op het Oktoberfest